# Fabric Live
Fabric und Fabriclive waren bekannte Mix-Compilation-Reihen, die zwischen 2001 und 2018 monatlich abwechselnd unter dem Namen des gleichnamigen Londoner Clubs Fabric erschienen.
Bei der Fabriclive-Reihe sollte im Gegensatz etwa zur DJ-Kicks-Reihe des Labels Studio K7 eher der klassische Clubkontext im Vordergrund stehen. So sollten die Mitschnitte eines beliebigen DJs vergleichbar mit einem Mitschnitt einer beliebigen Clubnacht sein.
Ausgewählte Künstler stellten Tracks nach Belieben zusammen und mischten sie neu. Bei der fabric-Reihe standen dabei elektronische Musikgenres wie Techno, House, Electronica, Tech House, Dub-Techno oder Disco im Vordergrund. Die Fabriclive-Reihe deckte eine größere Bandbreite an Musikrichtungen ab wie beispielsweise UK bass, Drum and Bass, Grime, Dubstep, UK Garage, Breakbeat oder Hip-Hop.

## Fabric Serie (Auswahl)
- Fabric 01 – Craig Richards (November 2001)
- Fabric 02 – Terry Francis (Januar 2002)
- Fabric 03 – Jon Marsh (März 2002)
- Fabric 04 – Tony Humphries (Mai 2002)
- Fabric 05 – Pure Science (Juli 2002)
- Fabric 06 – Tyler Stadius (September 2002)
- Fabric 07 – Hipp-E & Halo (November 2002)
- Fabric 08 – Radioactive Man (Januar 2003)
- Fabric 09 – Slam (März 2003)
- Fabric 10 – Doc Martin (Mai 2003)
- Fabric 11 – Swayzak (Juli 2003)
- Fabric 12 – The Amalgamation of Soundz (September 2003)
- Fabric 13 – Michael Mayer (November 2003)
- Fabric 20 – John Digweed (Januar 2005)
- Fabric 22 – Adam Beyer (Mai 2005)
- Fabric 23 – Ivan Smagghe (Juli 2005)
- Fabric 25 – Carl Craig (November 2005)
- Fabric 29 – Tiefschwarz (Juli 2006)
- Fabric 31 – Marco Carola (November 2006)
- Fabric 32 – Luke Slater (Januar 2007)
- Fabric 34 – Ellen Allien (Mai 2007)
- Fabric 35 – Ewan Pearson (Juli 2007)
- Fabric 36 – Ricardo Villalobos (September 2007)
- Fabric 37 – Steve Bug (November 2007)
- Fabric 38 – M.A.N.D.Y. (Januar 2008)
- Fabric 39 – Robert Hood (März 2008)
- Fabric 40 – Noisia (Juni 2008)
- Fabric 41 – Luciano (Juli 2008)
- Fabric 42 – Âme (September 2008)
- Fabric 43 – Metro Area (November 2008)
- Fabric 44 – John Tejada (Januar 2009)
- Fabric 46 – Claude VonStroke (Mai 2009)
- Fabric 47 – Jay Haze (Juli 2009)
- Fabric 48 – Radio Slave (September 2009)
- Fabric 49 – Magda (November 2009)
- Fabric 50 – Martyn (Januar 2010)
- Fabric 51 – DJ T. (März 2010)
- Fabric 52 – Optimo (Espacio) (Mai 2010)
- Fabric 52 – Surgeon (September 2010)
- Fabric 54 – Damian Lazarus (Oktober 2010)
- Fabric 55 – Shackleton (Dezember 2010)
- Fabric 56 – Derrick Carter (Februar 2011)
- Fabric 57 – Agoria (April 2011)
- Fabric 58 – Craig Richards presents The Nothing Special (Juni 2011)
- Fabric 59 – Jamie Jones (August 2011)
- Fabric 60 – Dave Clarke (Oktober 2011)
- Fabric 61 – Visionquest (Dezember 2011)
- Fabric 62 – DJ Sneak (Februar 2012)
- Fabric 63 – Levon Vincent (April 2012)
- Fabric 64 – Guy Gerber (Juni 2012)
- Fabric 65 – Matthias Tanzmann (August 2012)
- Fabric 66 – Ben Klock (Oktober 2012)
- Fabric 67 – Zip (Dezember 2012)
- Fabric 68 – Petre Inspirescu (Februar 2013)
- Fabric 69 – Sandwell District (April 2013)
- Fabric 70 – Apollonia (Juni 2013)
- Fabric 71 – Cassy (August 2013)
- Fabric 72 – rhadoo (Oktober 2013)
- Fabric 73 – Ben Sims (November 2013)
- Fabric 74 – Move D (Februar 2014)
- Fabric 75 – Maya Jane Coles (April 2014)
- Fabric 76 – Deetron (Juni 2014)
- Fabric 77 – Marcel Dettmann (August 2014)
- Fabric 78 – Raresh (Oktober 2014)
- Fabric 79 – Prosumer (Dezember 2014)
- Fabric 80 – Joseph Capriati (Februar 2015)
- Fabric 81 – Matt Tolfrey (April 2015)
- Fabric 82 – Art Department (June 2015)
- Fabric 83 – Joris Voorn (August 2015)
- Fabric 84 – Mathew Jonson (October 2015)
- Fabric 85 – Baby Ford (December 2015)
- Fabric 86 – Eats Everything (Februar 2016)

## Fabric Live Serie
- Fabric Live 01 – James Lavelle (Dezember 2001)
- Fabric Live 02 – Ali B (Februar 2002)
- Fabric Live 03 – DJ Hype (April 2002)
- Fabric Live 04 – Deadly Avenger (Juni 2002)
- Fabric Live 05 – Howie B (August 2002)
- Fabric Live 06 – Grooverider (Oktober 2002)
- Fabric Live 07 – John Peel (Dezember 2002)
- Fabric Live 08 – Plump DJs (Februar 2003)
- Fabric Live 09 – Jacques Lu Cont (April 2003)
- Fabric Live 10 – Fabio (Juni 2003)
- Fabric Live 11 – Bent (August 2003)
- Fabric Live 12 – Bugz in the Attic (Oktober 2003)
- Fabric Live 13 – J Majik (Dezember 2003)
- Fabric Live 14 – DJ Spinbad (Februar 2004)
- Fabric Live 15 – Nitin Sawhney (April 2004)
- Fabric Live 16 – Adam Freeland (Juni 2004)
- Fabric Live 17 – Aim (August 2004)
- Fabric Live 18 – Andy C & DJ Hype (Oktober 2004)
- Fabric Live 19 – The Freestylers (Dezember 2004)
- Fabric Live 20 – Joe Ransom (Februar 2005)
- Fabric Live 21 – Meat Katie (April 2005)
- Fabric Live 22 – Scratch Perverts (Juni 2005)
- Fabric Live 23 – Death in Vegas (August 2005)
- Fabric Live 24 – Diplo (Oktober 2005)
- Fabric Live 25 – High Contrast (Dezember 2005)
- Fabric Live 26 – The Herbaliser (Februar 2006)
- Fabric Live 27 – DJ Format (April 2006)
- Fabric Live 28 – Evil Nine (Juni 2006)
- Fabric Live 29 – Cut Copy (September 2006)
- Fabric Live 30 – Stanton Warriors (Oktober 2006)
- Fabric Live 31 – The Glimmers (Dezember 2006)
- Fabric Live 32 – Tayo (Februar 2007)
- Fabric Live 33 – Spank Rock (April 2007)
- Fabric Live 34 – Krafty Kuts (Juni 2007)
- Fabric Live 35 – Marcus Intalex (August 2007)
- Fabric Live 36 – James Murphy & Pat Mahoney (Oktober 2007)
- Fabric Live 37 – Caspa & Rusko (2007)
- Fabric Live 38 – DJ Craze (Februar 2008)
- Fabric Live 39 – DJ Yoda (April 2008)
- Fabric Live 40 – Noisia (Juni 2008)
- Fabric Live 41 – Simian Mobile Disco (August 2008)
- Fabric Live 42 – Freq Nasty (Oktober 2008)
- Fabric Live 43 – Switch & Sinden (Dezember 2008)
- Fabric Live 44 – Commix (Februar 2009)
- Fabric Live 45 – A-Trak (April 2009)
- Fabric Live 46 – LTJ Bukem (Juni 2009)
- Fabric Live 47 – Toddla T (August 2009)
- Fabric Live 48 – Filthy Dukes (Oktober 2009)
- Fabric Live 49 – Buraka Som Sistema (Dezember 2009)
- Fabric Live 50 – dBridge & Instra:mental Present Autonomic (Februar 2010)
- Fabric Live 51 – The Duke Dumont (April 2010)
- Fabric Live 52 – Zero T (August 2010)
- Fabric Live 53 – Drop the Lime (August 2010)
- Fabric Live 54 – David Rodigan (November 2010)
- Fabric Live 55 – DJ Marky (Januar 2011)
- Fabric Live 56 – Pearson Sound / Ramadanman (März 2011)
- Fabric Live 57 – Jackmaster (Mai 2011)
- Fabric Live 58 – Goldie (Juli 2011)
- Fabric Live 59 – Four Tet (September 2011)
- Fabric Live 60 – Brodinski (November 2011)
- Fabric Live 61 – Pinch (Januar 2012)
- Fabric Live 62 – Kasra (March 2012)
- Fabric Live 63 – Digital Soundboy Soundsystem (Mai 2012)
- Fabric Live 64 – Oneman (Juli 2012)
- Fabric Live 65 – DJ Hazard (September 2012)
- Fabric Live 66 – Daniel Avery (November 2012)
- Fabric Live 67 – Ben UFO (Januar 2013)
- Fabric Live 68 – Calibre (März 2013)
- Fabric Live 69 – Fake Blood (Mai 2013)
- Fabric Live 70 – Friction (Juli 2013)
- Fabric Live 71 – DJ EZ (September 2013)
- Fabric Live 72 – Boys Noize (November 2013)
- Fabric Live 73 – Pangaea (Januar 2014)
- Fabric Live 74 – Jack Beats (März 2014)
- Fabric Live 75 – Elijah & Skilliam (Mai 2014)
- Fabric Live 76 – Calyx & Teebee (Juli 2014)
- Fabric Live 77 – Erol Alkan (September 2014)
- Fabric Live 78 – Illum Sphere (November 2014)
- Fabric Live 79 – Jimmy Edgar (Januar 2015)
- Fabric Live 80 – Mumdance (März 2015)
- Fabric Live 81 – Monki (Mai 2015)
- Fabric Live 82 – Ed Rush & Optical (Juli 2015)
- Fabric Live 83 – Logan Sama (September 2015)
- Fabric Live 84 – Dub Phizix (November 2015)
- Fabric Live 85 – Jesse Rose (Januar 2016)

## Fabric Podcast Serie (Auswahl)
- fabric podcast 01 – Craig Richards (9. Oktober 2007)
- fabric podcast 02 – Andrew Weatherall (20. November 2007)
- fabric podcast 03 – Doc Scott (19-12-2007)
- fabric podcast 04 – Jonny Trunk Part 1 (08-01-2008)
- fabric podcast 05 – Jonny Trunk Part 2 (23-01-2008)
- fabric podcast 06 – Ross Allen Part 1 (13-02-2008)
- fabric podcast 07 – Ross Allen Part 2 (26-02-2008)
- fabric podcast 08 – Keith Reilly Part 1 (11-03-2008)
- fabric podcast 09 – Keith Reilly Part 2 (26-03-2008)
- fabric podcast 10 – Peanut Butter Wolf & James Pants (08-04-2008)
- fabric podcast 11 – Peanut Butter Wolf & James Pants Part 2 (22-04-2008)
- fabric podcast 12 – Howie B (13-05-2008)
- fabric podcast 13 – Howie B Part 2 (27-05-2008)
- fabric podcast 14 – Don Letts (12-06-2008)
- fabric podcast 15 – Don Letts Part 2 (24-06-2008)
- fabric podcast 16 – Zed Bias (16-07-2008)
- fabric podcast 17 – Zed Bias Part 2 (04-08-2008)
- fabric podcast 18 – Greg Wilson (26-08-2008)
- fabric podcast 19 – Greg Wilson Part 2 (28-08-2008)
- fabric podcast 20 – Kid Batchelor (30-09-2008)
- fabric podcast 21 – Kid Batchelor Part 2 (21-10-2008)
- fabric podcast 22 – Jazzanova (13. Januar 2009)
- fabric podcast 23 – Jazzanova Part 2 (22. Januar 2009)
- fabric podcast 24 – Mad Professor (24-02-2009)
- fabric podcast 25 – Mad Professor Part 2 (29-02-2009)
- fabric podcast 26 – Dave Dorrell (28-04-2009)
- fabric podcast 27 – Dave Dorrell Part 2 (29-04-2009)
- fabric podcast 28 – DJ Vadim (01-06-2009)
- fabric podcast 29 – DJ Vadim Part 2 (11-06-2009)
- fabric podcast 30 – Malcolm Catto (13-07-2009)
- fabric podcast 31 – Malcolm Catto Part 2 (26-07-2009)
- fabric podcast 32 – Surgeon (24-08-2009)
- fabric podcast 33 – Surgeon Part 2 (25-08-2009)
- fabric podcast 34 – Four Tet (05-04-2010)
- fabric podcast 35 – Four Tet Part 2 (06-04-2010)